# Lunge Zürich
Der Verein Lunge Zürich ist eine Non-Profit-Organisation aus dem Kanton Zürich. Er bezweckt die Bekämpfung von Lungenkrankheiten, Atembehinderungen und Tuberkulose. Auf gemeinnütziger Grundlage und ohne Verfolgung von Erwerbs- oder Selbsthilfezwecken betreibt der Verein Gesundheitsförderung und Prävention sowie Behandlung, Beratung und Betreuung, Unterstützung, Schulung und Forschung in den Bereichen Lungen- und Atemwegserkrankungen sowie Tuberkulose.

## Organisation
Lunge Zürich, ehemals Lungenliga Zürich, ist als Verein organisiert und verfügt über einen Vorstand, bestehend aus neun Personen. Der Verein Lunge Zürich beschäftigt rund 80 Personen, mehrheitlich Pflegefachpersonen. Neben dem Hauptsitz im Circle am Flughafen-Zürich gehören zum Verein vier weitere Beratungsstellen in Zürich, Winterthur, Wallisellen sowie das Tuberkulose-Zentrum. Jährlich betreut und behandelt Lunge Zürich knapp 16'000 lungenkranke Personen.

### Zusammenarbeit
Personen mit einer Lungenkrankheit werden für die weiterführende Beratung und Betreuung von Ärzten und Spitälern an Lunge Zürich verwiesen. Zudem führt Lunge Zürich im Auftrag des Kantons ein "Tuberkulose-Zentrum zur Bekämpfung der Tuberkulose". Der Verein arbeitet mit diversen Gesundheitsorganisationen zusammen.

## Ziele
Das Ziel von Lunge Zürich ist die Verbesserung der Lebensqualität von Personen, die von einer Lungenkrankheit betroffen sind sowie deren Angehörigen. Das beinhaltet Information über gesundheitsschädigende sowie -fördernde Einflüsse, Beratung und Betreuung, Instruktion im Umgang mit Atemhilfsgeräten sowie Förderung der Selbstständigkeit. Ein weiteres Ziel ist die Erhaltung intakter Umwelt- und Lebensbedingungen durch Förderung des Bewusstseins für gesunde Lungen und saubere Luft.

## Geschichte
Der Verein Lunge Zürich wurde am 29. November 1908 im Zürcher Rathaus als «Liga zur Bekämpfung der Tuberkulose» gegründet, die zwischen 1850 und 1950 in der Schweiz zu Tausenden von Todesfällen führte. Hauptaufgaben von Lunge Zürich, damals noch "Zürcher kantonale Liga zur Bekämpfung der Tuberkulose", waren die Früherfassung und Eliminierung von Tuberkulose-Infektionsherden, Aufklärung, Beratung und Betreuung von Betroffenen und ihren Angehörigen sowie die gezielte Aufklärung der Bevölkerung. Zwischen 1903 und 1922 wurden in der ganzen Schweiz diverse Ligen zur Bekämpfung der Tuberkulose gegründet. Durch die Arbeit der Ärzteschaft, der Ligen, die sich für die Bekämpfung der Krankheit einsetzten, und der Behörden konnte die Tuberkulose-Sterblichkeit im Kanton Zürich bis 1933 um 50 Prozent reduziert werden. Weitere medizinische Fortschritte und die Entwicklungen von Medikamenten führten dazu, dass die Ansteckungen massiv sanken. Der Auftrag der "kantonalen Liga zur Bekämpfung der Tuberkulose" veränderte sich in der Folge auch auf Anfrage der Ärzteschaft im Kanton Zürich zunehmend in Richtung der Beratung und Betreuung von Personen mit Atemwegs- und Lungenerkrankungen.

### Zusammenschluss der Lungenligen
Mit den neuen Aufgaben änderte sich auch der Name: 1998 wurden die bis dahin nur lose zusammenhängenden kantonalen Ligen unter dem Verein Lungenliga Schweiz zusammengeschlossen und entsprechend umbenannt. Im Kanton Zürich existierten zu diesem Zeitpunkt drei verschiedene Organisationen: die Lungenliga Zürich Stadt, Zürich Kanton sowie die «Lungenliga der Bezirke Winterthur und Andelfingen». Zwischen 2001 und 2004 wurden diese zur Lungenliga Zürich zusammengeschlossen.

### Initiative «Schutz vor Passivrauchen»
Am 26. Juni 2006 reichte die Lunge Zürich die kantonale Volksinitiative «Schutz vor Passivrauchen» mit über 26 000 Unterschriften ein. Die Volksinitiative verlangte rauchfreie Gastronomiebetriebe im Kanton Zürich. Zwei Jahre später, am 28. September 2008, wurde die Initiative vom Zürcher Stimmvolk mit 57 % Ja-Stimmen angenommen. 2010 wurde das Rauchen per Bundesgesetz schweizweit in den meisten Restaurants und Bars sowie in geschlossenen öffentlichen Räumen und Arbeitsräumen verboten.

### Namensänderung
Die Lungenliga Zürich entwickelte sich über die Jahre zunehmend zu einem Kompetenzzentrum für Fragen und Beratung rund um Lungengesundheit und saubere Luft. Aus diesem Grund wurde der Verein Lungenliga Zürich im Jahr 2010 in Verein Lunge Zürich umbenannt. Einerseits als sprachliche Modernisierung, andererseits um den Umweltgedanken für saubere Luft und gesunde Lungen Ausdruck zu verleihen. Gleichzeitig änderten sich Farbe und Logo von einem grünen Baum zu blauen Lungenflügeln.

### Austritt Lungenliga Schweiz
Ab Januar 2023 ist der Verein Lunge Zürich nun eigenständig. Um die bereits bekannten und sich in Zukunft verschärfenden Herausforderungen im Gesundheitswesen annehmen und sich entsprechend weiterentwickeln zu können, hat der Verein Lunge Zürich eine neue, mehrjährige Strategie festgelegt. Ein erster und sogleich historischer Schritt auf dem Weg in die neue Zukunft ist der Austritt von Lunge Zürich aus dem Dachverband Lungenliga Schweiz.

## Tätigkeiten/Tätigkeitsbereiche/Dienstleistungen

### Beratung
Die Kernkompetenz von Lunge Zürich liegt in der Beratung von lungenkranken Personen. Dazu gehören die Vermietung von Sauerstoffgeräten, die regelmässigen Kontrollen der Geräte in den Beratungsstellen oder bei den Patienten zu Hause, die Begleitung der Therapie und die Beratung bei Fragen. Ein Fokus liegt dabei auf den Lungenkrankheiten COPD, Schlafapnoe und Asthma. Aber auch seltene Lungenkrankheiten (Orphan Diseases) gehören ins Leistungsspektrum der Organisation.

### Tuberkulose-Zentrum
Nach wie vor erkranken im Kanton Zürich jährlich etwa 100 Personen an Tuberkulose, schweizweit sind es ca. 500 Personen. Das Tuberkulose-Zentrum von Lunge Zürich arbeitet mit einem Leistungsauftrag des Kantons und der Stadt Zürich zur Bekämpfung der Tuberkulose. Die Mitarbeitenden führen Tuberkulose-Tests durch und übernehmen die Beratung, Therapiebegleitung und Betreuung von Tuberkulose-Kranken. Eine weitere Aufgabe ist die Durchführung von Vorsorge- und Umgebungsuntersuchungen zur Bekämpfung der Krankheit und zum Schutz der Bevölkerung.

### Prävention
Mit verschiedenen Präventions-Projekten wie zum Beispiel dem LuftiBus, klärt Lunge Zürich über verschiedene Lungenkrankheiten auf. Mit Information (Merkblätter und Broschüren) setzt sich der Verein präventiv für gesunde Lungen ein.

#### LuftiBus
Der LuftiBus ist der Lungentest- und Informationsbus von Lunge Zürich. Er ist seit 1991 in der ganzen Schweiz unterwegs, um an verschiedenen Orten und Veranstaltungen Lungenfunktionstests, auch Spirometrie genannt, durchzuführen. Diese geben Auskunft über das Volumen und den Zustand der Lunge und dienen somit der Prävention und Früherkennung von Lungenkrankheiten. Der Bus kann von Schulen, Firmen, Gemeinden und anderen Organisationen gemietet werden.

#### Baumwelten
Baumwelten ist ein umweltpädagogisches Projekt von Lunge Zürich, welches bis im Sommer 2023 angeboten wurde. Im Rahmen von Baumwelten besuchen Umweltpädagogen an vier Tagen, zu jeder Jahreszeit einmal mit einer Schulklasse den Wald, um den Schülern die Bedeutung und die Funktion der Bäume zu erläutern und ihnen den Zusammenhang zwischen dem Wald, sauberer Luft und der Atmung aufzuzeigen. Am Projekt können jährlich 60 Schulklassen der 3. bis 5. Schulstufe aus dem Kanton Zürich teilnehmen.

#### Infomaterial
Lunge Zürich informiert mittels verschiedener Broschüren und Merkblätter über aktuelle Themen rund um Lungengesundheit und saubere Luft und ist Anlaufstelle bei Fragen zu diesen Themen.

### Ärztekongress und Fachtagungen
Seit 1946 organisiert Lunge Zürich jährlich den Ärztekongress in Davos mit über 1000 Teilnehmern, darunter Ärzte, Assistenzärzte, medizinisches Pflegepersonal und Aussteller. Während drei Tagen finden Vorträge und Workshops von Referenten zu verschiedenen medizinischen Themen statt. Lunge Zürich organisiert zudem weitere Fachtagungen zusammen mit dem Universitäts-Spital Zürich, wie den COPD-Day, den es seit 2014 gibt, oder seit 2018 das Dyspnoe-Symposium. Beide Veranstaltungen richten sich an Hausärzte und beinhalten Referate und Workshops zu Themen rund um die Pneumologie. Ausserdem ist Lunge Zürich seit 2010 Sponsor der Nanopartikel-Konferenz an der ETH "ETH-Conference on Combustion Generated Nanoparticles". An der Konferenz kommen Vertreter aus Forschung, Industrie und Gesetzgebung aus aller Welt zusammen und diskutieren zu allen Aspekten von Nanopartikeln, Alterung in der Umgebungsluft, technische Aspekte der Schadensminderung, Auswirkungen von Partikeln auf die Gesundheit, Umwelt und Klima sowie Partikelgesetzgebung.

## Finanzierung
Lunge Zürich arbeitet weitgehend selbsttragend mit krankenkassenfinanzierten Dienstleistungen im ärztlichen Auftrag. Als weitere Finanzierungsquellen, insbesondere für Präventionsprojekte, stehen Mitgliederbeiträge, Spenden und Legate zur Verfügung. Die Erträge aus dem jährlichen Ärztekongress für Grundversorger in Davos werden für Forschungsaktivitäten zur Verfügung gestellt.